# 布魯克希爾 (加利福尼亞州)
布魯克希爾（英語：Brookshire）是位於美國加利福尼亞州阿拉米達縣的一個非建制地區。該地的面積和人口皆未知。

## 地理
布魯克希爾的座標為37°45′33″N 122°01′42″W / 37.75917°N 122.02833°W，而該地的平均海拔高度為172米（即564英尺）。